# Samadhi
Samādhi (nie mylić z mahasamadhi) (skt समाधि, chiń. sanmade 三摩提 lub sanmei 三昧, kor. samadi 사마디 lub sammae 삼매, jap. さんまい, wiet. tam-ma-địa) – w religiach dharmicznych oznacza medytacyjne pochłonięcie, stan osiągany dzięki wytrwałej praktyce medytacji (np. zazen lub innej), polegający na głębokiej koncentracji niezakłóconej zewnętrznymi bodźcami. Samadhi nie polega na izolacji od świata, tylko na takim zjednoczeniu z nim, które wolne jest od lgnięcia do zjawisk.

## Buddyzm
Samadhi jest możliwe tylko jeśli z czystym umysłem potrafimy w pełni zaangażować się w praktykę, odnajdując swoje centrum (jap. hara) i zbierając ześrodkowaną energię.
Definicja samadhi według Szóstego Patriarchy zenu:
„Oddzielenie siebie od wszystkich zewnętrznych bodźców i niezmącony stan wewnątrz”
Inne sformułowanie autorstwa Hakuina Zenji:
„W żadnym wypadku nie bądźcie przywiązani do zewnętrznego świata, a w waszych umysłach nie myślcie o tym czy o tamtym. Umysł dokładnie skupiony tylko na tym, co robimy, to jest to, co nazywamy głębokim samadhi”.